# The Gloaming - Le ore più buie
The Gloaming - Le ore più buie (The Gloaming) è una serie televisiva australiana del 2020, creata da Victoria Madden.
La serie è stata trasmessa per la prima volta in Australia su Stan dal 1º gennaio 2020. In Italia la serie è stata pubblicata interamente su Disney+ dall'11 giugno 2021.

## Episodi
| Stagione       | episodi | Prima TV originale | Prima TV italia |
| -------------- | ------- | ------------------ | --------------- |
| Prima stagione | 8       | 2020               | 2021            |

## Personaggi e interpreti

### Personaggi principali
- Molly McGee, interpretata da Emma Booth, doppiata da Myriam Catania.
- Alex O’Connell, interpretato da Ewen Leslie, doppiato da Marco Vivio.

### Personaggi ricorrenti
- Ispettore Lewis Grimshaw, interpretato da Aaron Pedersen, doppiato da Massimo Bitossi.
- William Fian, interpretato da Anthony Phelan.
- Jacinta Clunes, interpretata da Nicole Chamoun, doppiata da Benedetta Ponticelli.
- Toby Broomhall, interpretato da Ditch Davey.
- Oscar Wolfe, interpretato da Max Brown.
- Lily Broomhall, interpretata da Josephine Blazier.
- Freddie Hopkins, interpretato da Matthew Testro, doppiato da Alessandro Campaiola.
- Daisy Hart, interpretata da Markella Kavenagh, doppiata da Alice Venditti.
- Freya Harris, interpretata da Zenia Starr, doppiata da Mattea Serpelloni.
- Grace Cochran, interpretata da Rena Owen, doppiata da Cinzia De Carolis.
- Gareth McAvaney, interpretato da Martin Henderson, doppiato da Massimiliano Manfredi.
- Ben O'Connell, interpretato da Nathan Spencer.
- Jenny McGinty, interpretata da Milly Alcock.
- Julia Clark, interpretata da Ivy Mark, doppiata da Gemma Donati.